# 유리 바르다냔
유리 노라이리 바르다냔(아르메니아어: Յուրի Նորայրի Վարդանյան, 러시아어: Ю́рий Нора́йрович Варданя́н 유리 노라이로비치 바르다냔[*], 1956년 6월 13일 ~ 2018년 11월 1일)은 소련의 역도 선수이자 아르메니아의 정치인이다. 1980년 하계 올림픽에서 금메달을 획득했다.

## 생애
아르메니아 SSR의 레니나칸(현재의 귬리)에서 태어났다. 그는 1970년에 삼촌인 세르게이 바르다냔의 지도로 역도를 시작했다. 1977년에 처음으로 소련 국가대표로 발탁되어 국제 대회에 출전했다. 그 해에 슈투트가르트에서 열린 1세계 선수권 대회에서 라이트헤비급 금메달을 획득했다.
1980년 하계 올림픽에서 참가했으며, 라이트헤비급에서 아르메니아계 선수로서는 최초로 올림픽 역도 금메달을 획득했다.